# Maurice Prendergast

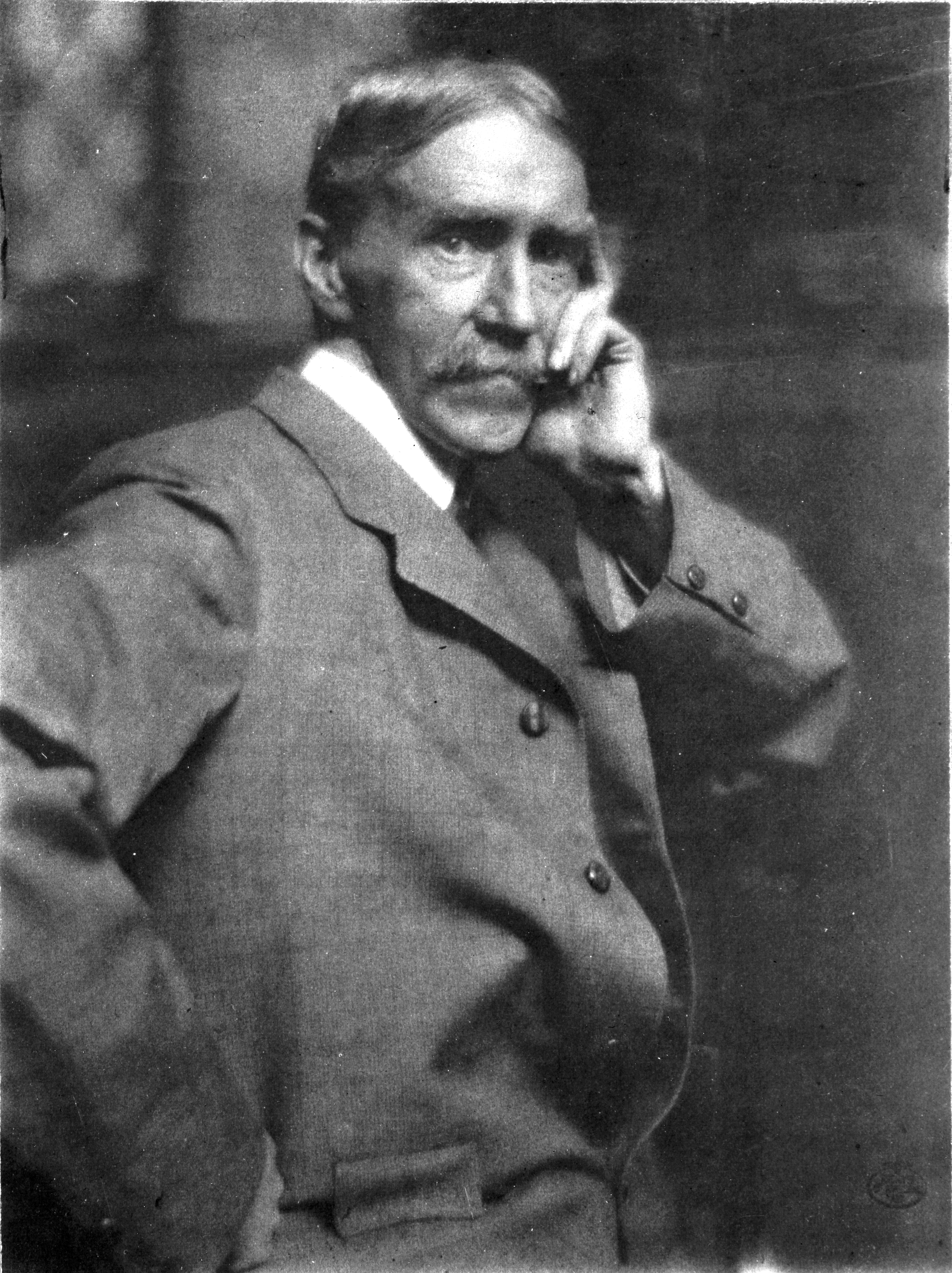
Maurice Prendergast. 1913, fotografiert von Gertrude Käsebier

Maurice Brazil Prendergast (* 10. Oktober 1858 in St. John’s, Neufundland, Kanada; † 1. Februar 1924 in New York City) war ein US-amerikanischer Aquarellist des Post-Impressionismus. Im Gegensatz zu Werken der Impressionisten beschränkte er sich nicht nur auf Licht und Farben: Prendergast befand auch die Struktur des Abzubildenden für wichtig. Prendergast war Mitglied der Künstlergruppe The Eight, von der er sich anfangs distanziert hatte.

## Leben

### Frühe Jahre
Nach dem Konkurs der Firma seines Vaters zog die Familie nach Boston um. Dort begann Prendergast eine Lehre bei einem gewerblichen Künstler. Seine Lehrzeit gilt als Ursprung der hell gestalteten, gemusterten Effekte, die seine späteren Werke charakterisieren sollten. Prendergast studierte weiterhin drei Jahre lang in Paris in der Académie Colarossi und an der Académie Julian.

### Zwischenmenschliche Beziehungen
Der schüchterne Prendergast blieb sein Leben lang Junggeselle. Eine enge Freundschaft verband ihn mit seinem Bruder Charles, der ein erfolgreicher Rahmenbauer war.

## Stil
Bei einem seiner frühen Besuche in Paris lernte er den kanadischen Maler James Morrice kennen, der ihm die fortschrittlichen Künstler Walter Sickert und Aubrey Beardsley vorstellte, beide begeisterte Anhänger von James McNeill Whistler. Die Einflüsse dieser beiden Männer bestimmten seinen zukünftigen Stil.
Weitere Bekanntschaften mit Édouard Vuillard und Pierre Bonnard verhalfen ihm zu einem festen Platz im post-impressionistischen Lager. Er entwickelte einen charakteristischen Stil, zu dem stark kontrastierende, brillante Farben und rhythmisch angeordnete, abgeflachte, musterartige Formen gehörten. Diese wurden radikal vereinfacht und vor allem in flachen Bereichen durch helle, unregulierte Farben ausgedrückt. Dieser von ihm immer weiter verfeinerte Stil wurde oft treffend als Wandteppich-artig oder Mosaik-ähnlich bezeichnet. Eine Reise nach Venedig machte ihn im Jahr 1898 mit den reizvollen Werken von Vittore Carpaccio vertraut, was ihn dazu bewog, noch komplexere und rhythmischere Gestaltungen auszufeilen. Er wurde zu einem der ersten US-amerikanischen Maler, der die Arbeiten von Paul Cézanne unterstützte und seine ausdrucksvolle Verwendung von Formen und Farben verstand.
Für gewöhnlich waren es Prendergasts Themen, Menschen in ihren freizeitlichen Aktivitäten zu malen. Auf der Armory Show 1913 präsentierte er sieben Werke, die seine stilistische Reife belegten; auch wenn er vorwiegend mit Aquarellen arbeitete, begann er im späteren Verlauf seiner Karriere auch mit der Ölmalerei. Zwischen 1891 und 1902 fertigte er außerdem eine große Zahl von Monotype-Setzmaschinen an.

## Ausgewählte Werke

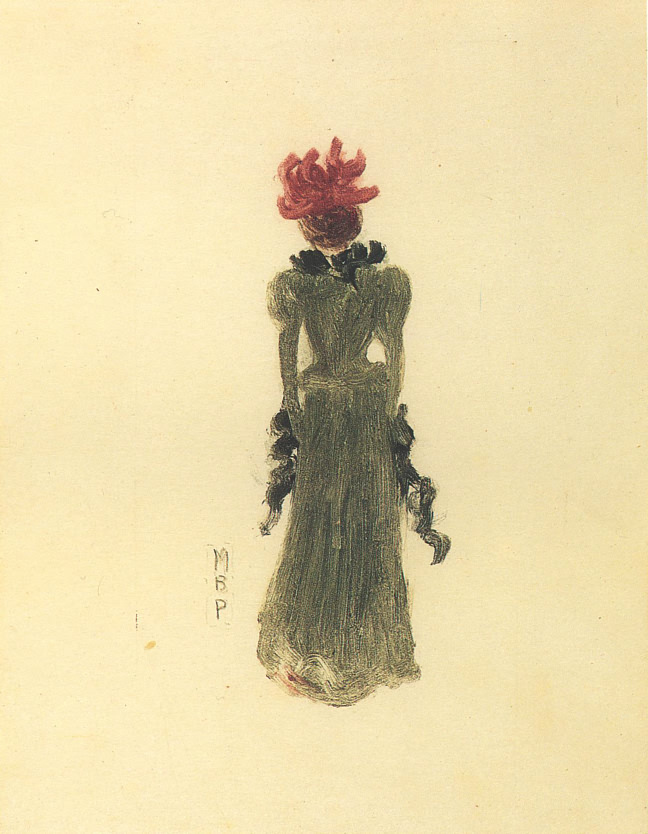
Green Dress, 1891–1894
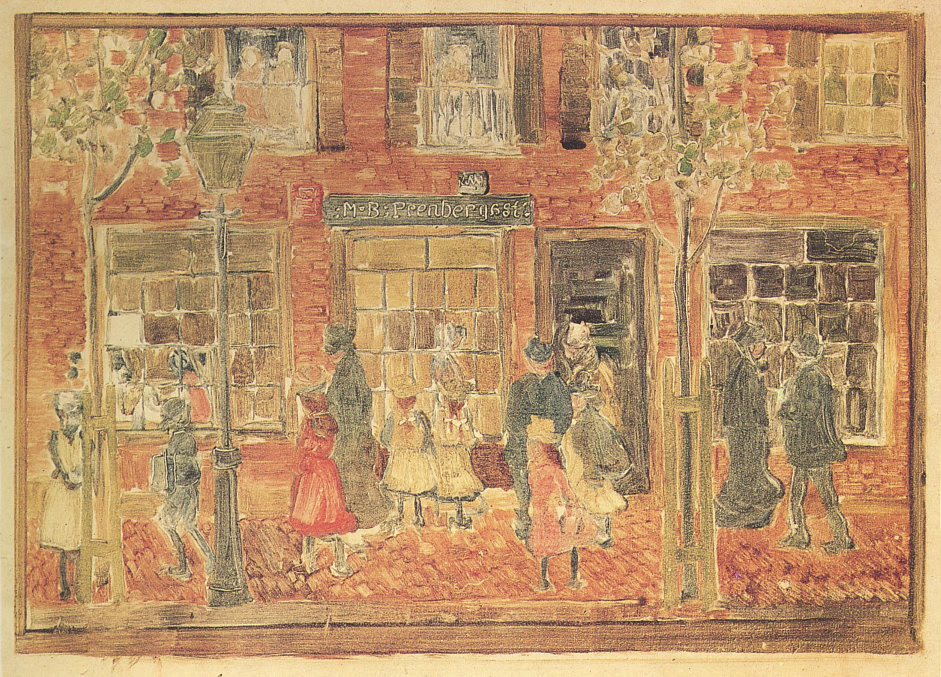
Street Scene, 1891–1894
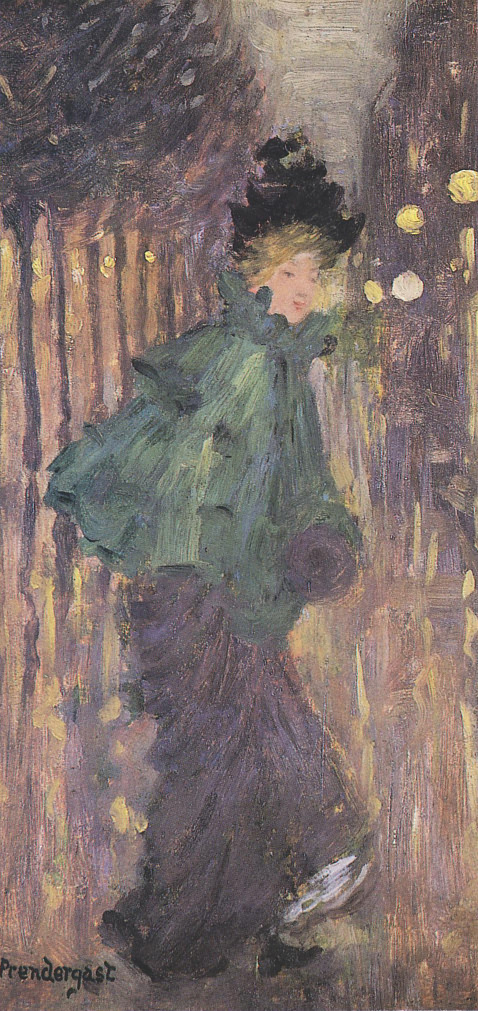
Lady on the Boulevard/The Green Cape, 1892
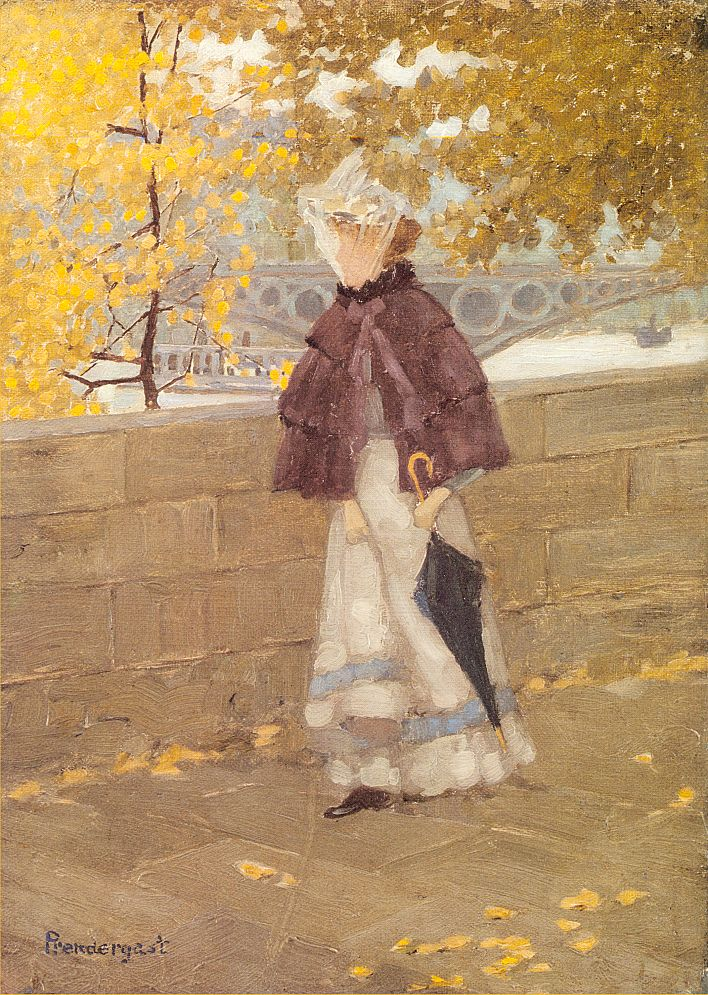
Along the Seine, 1892–1894
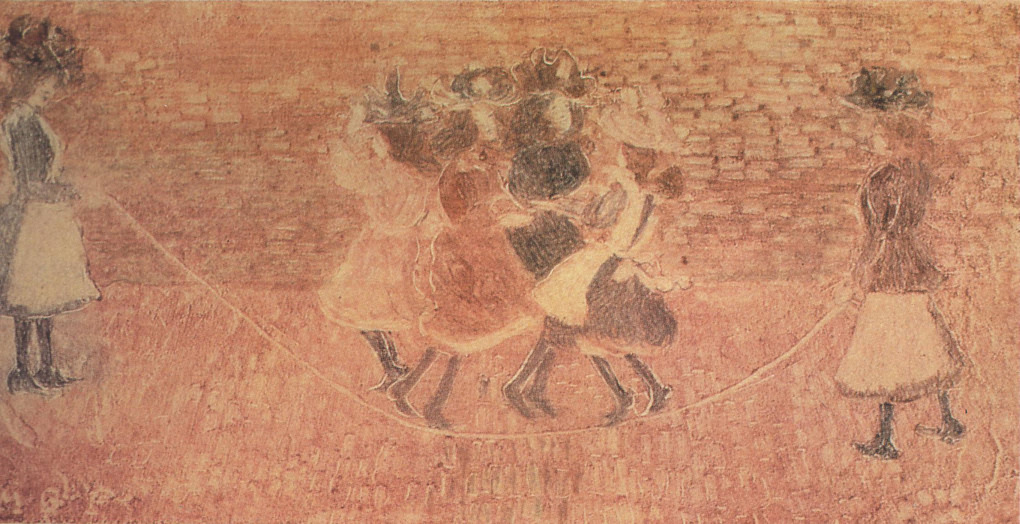
Skipping Rope, 1892–1895
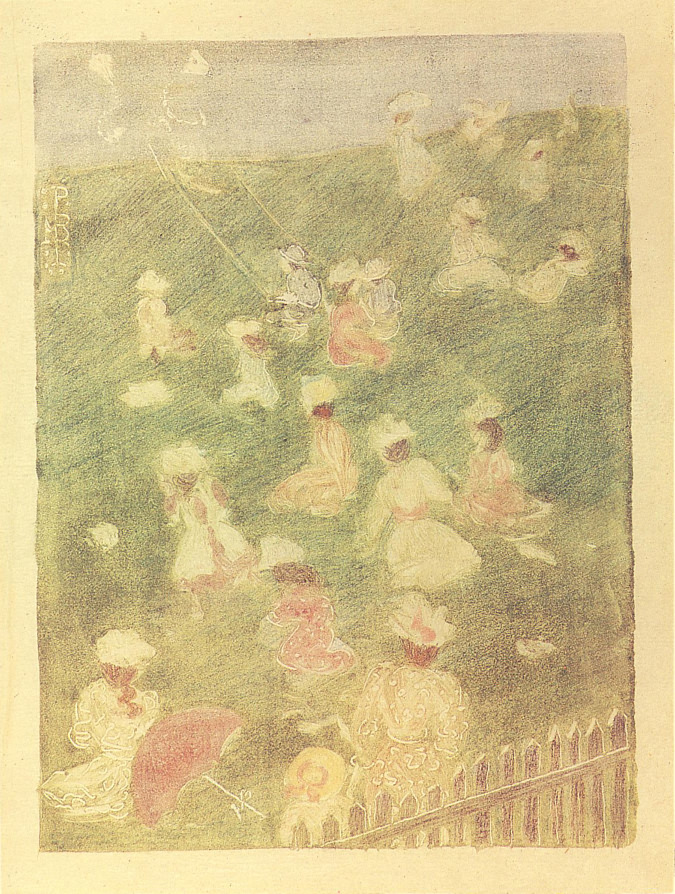
Children at Play, 1895
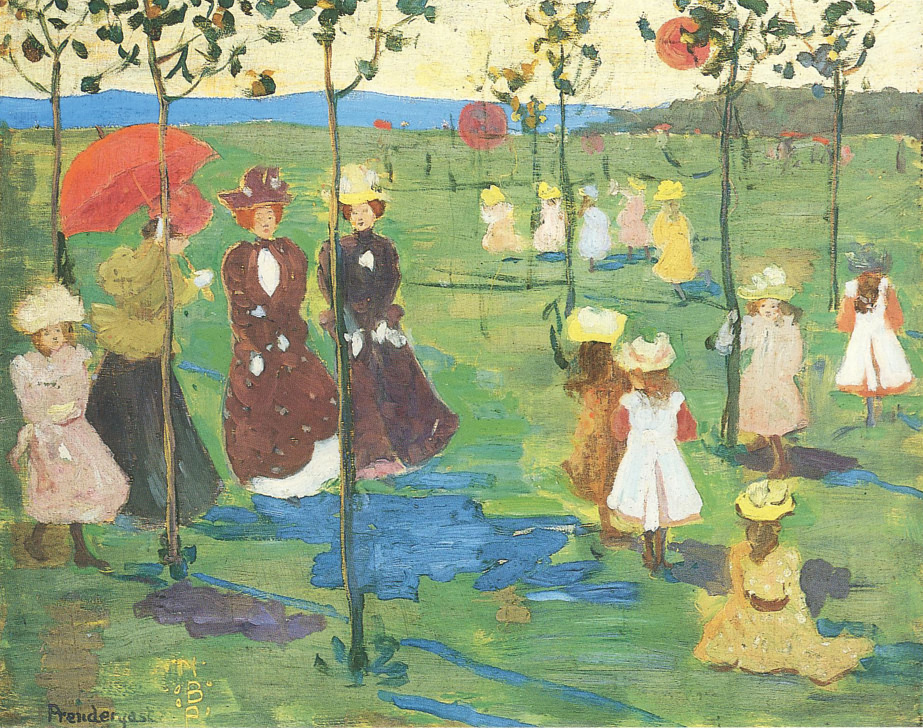
Franklin Park Boston, 1895
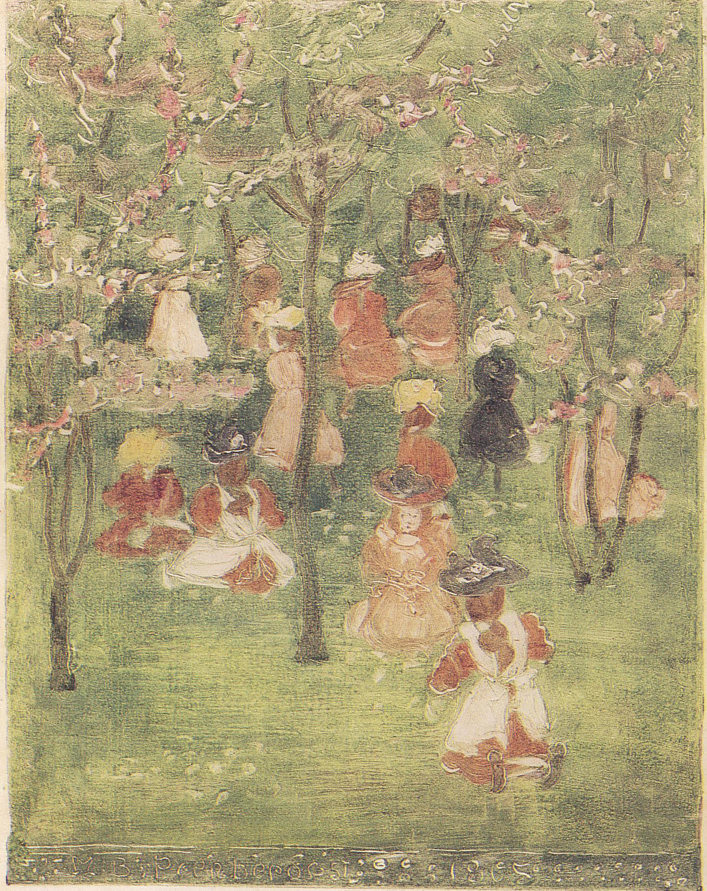
Spring in Franklin Park, 1895
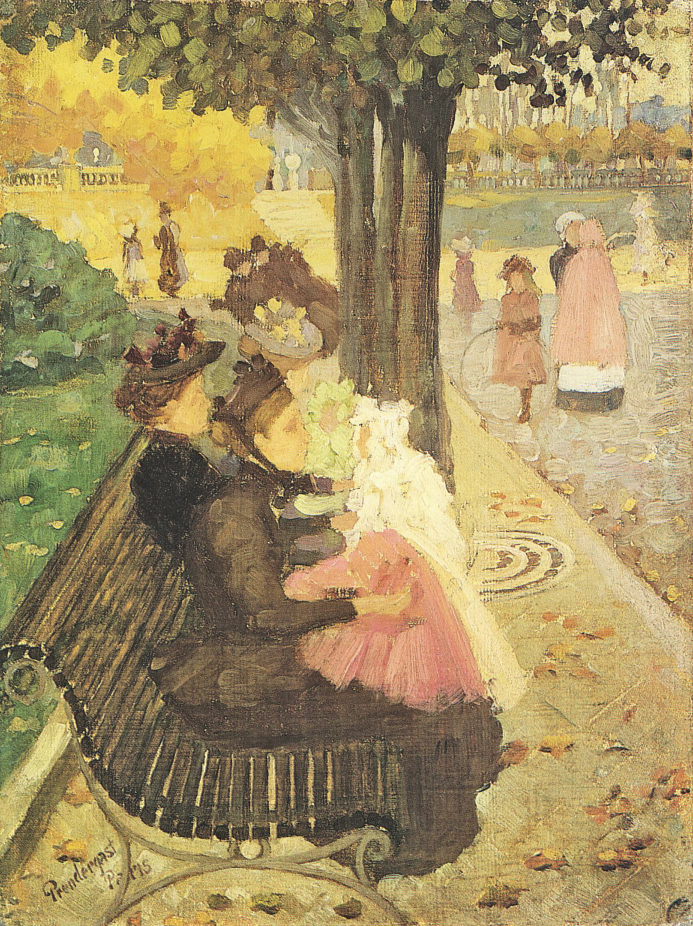
The Tuileries Gardens, Paris, 1895
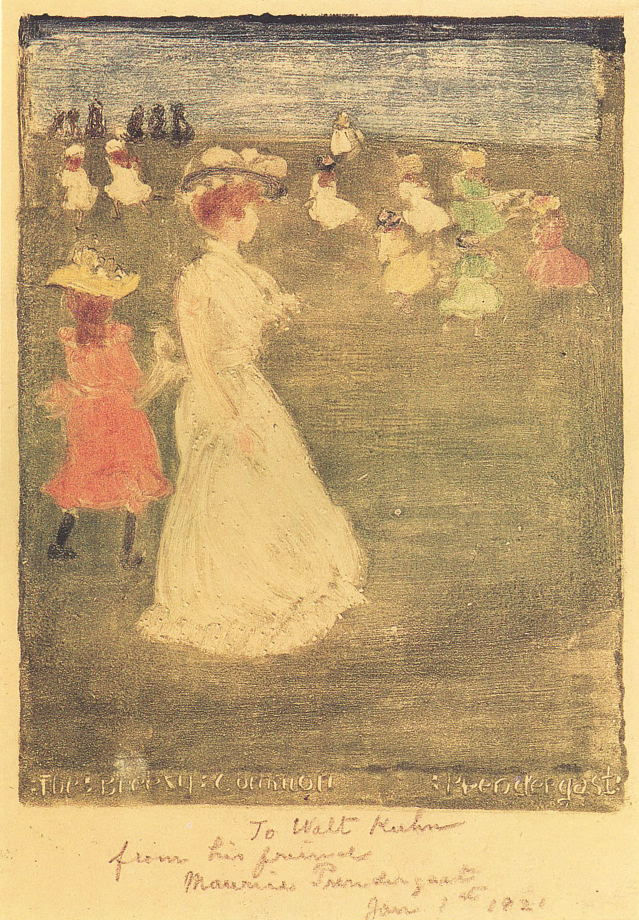
The Breezy Common, 1895–1897
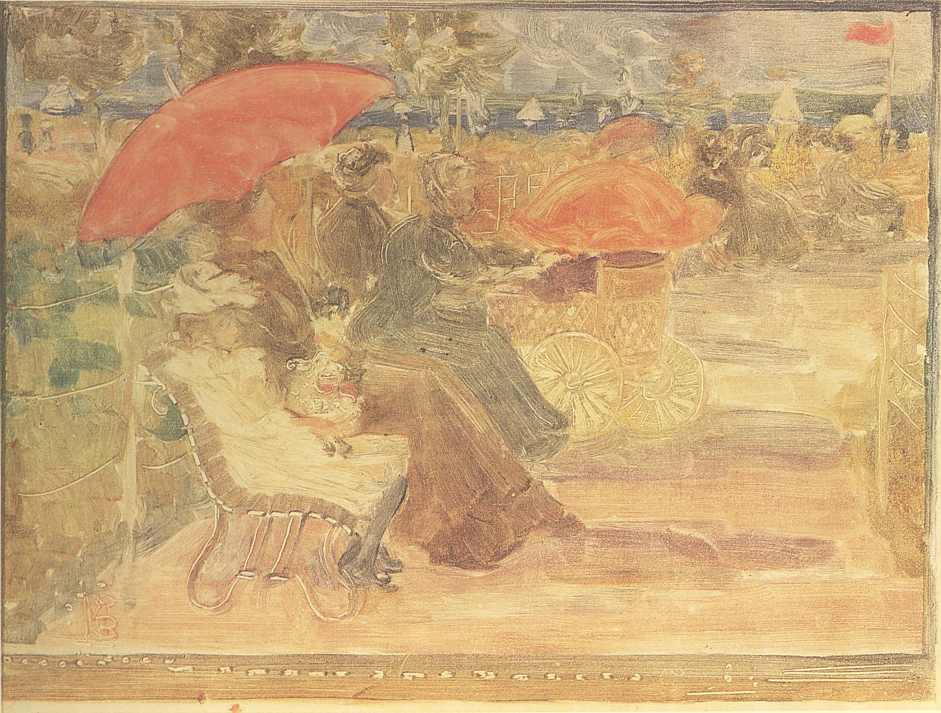
Marine Park, 1895–1897
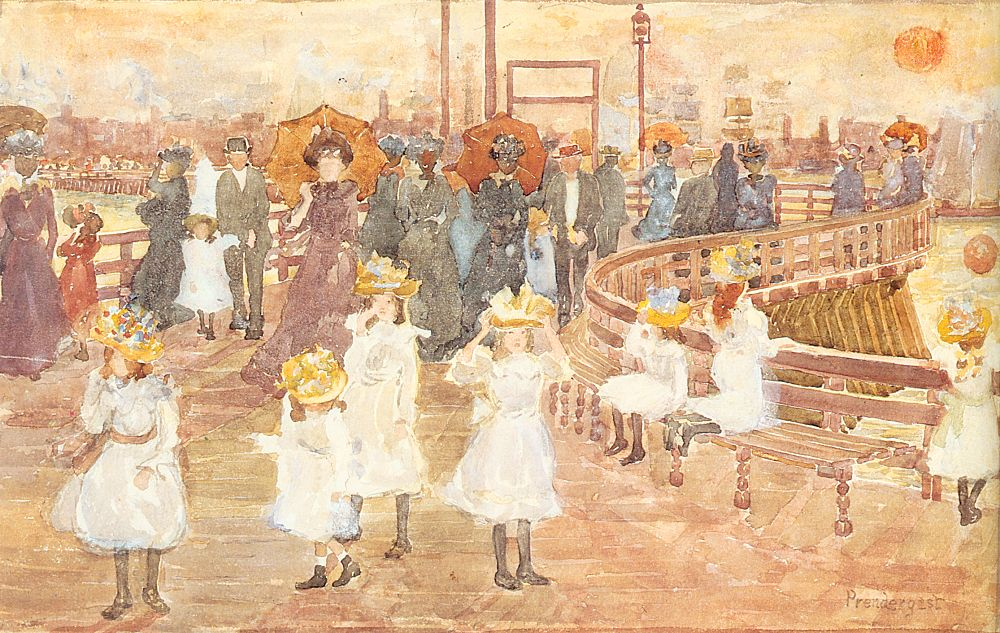
South Boston Pier, 1895–1897
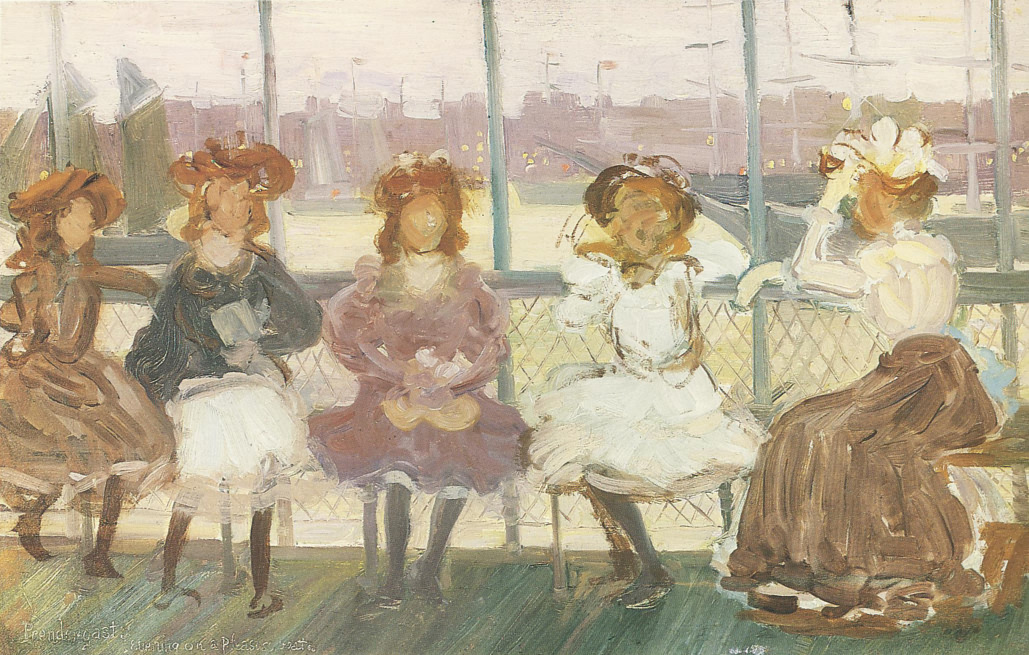
Evening on a Pleasure Boat, 1895–1898
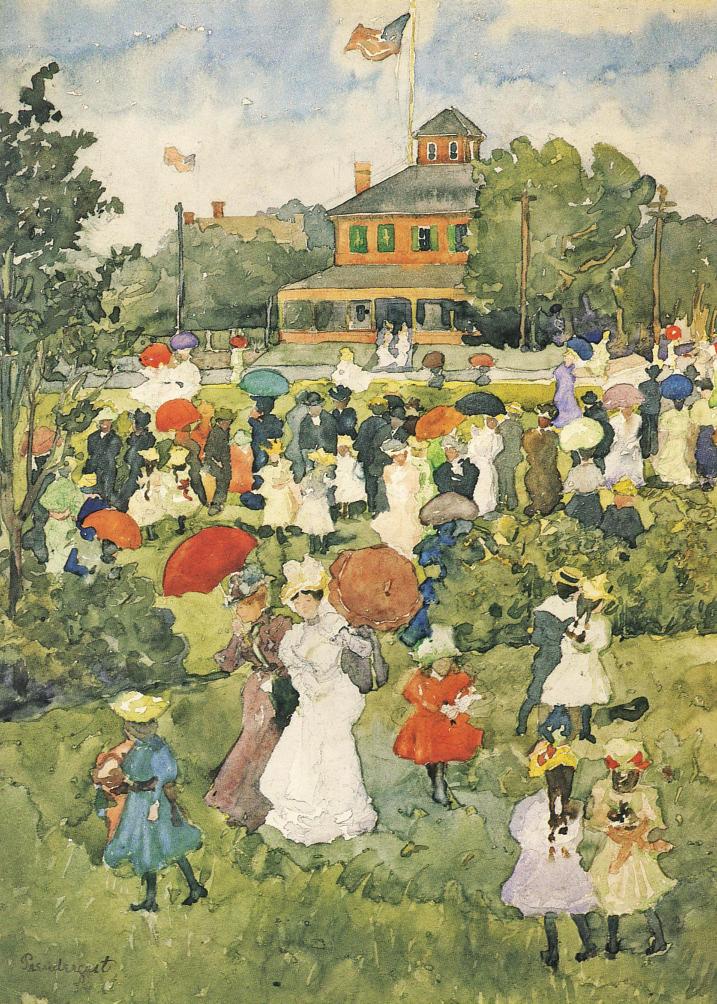
Franklin Park Boston, 1895–1898
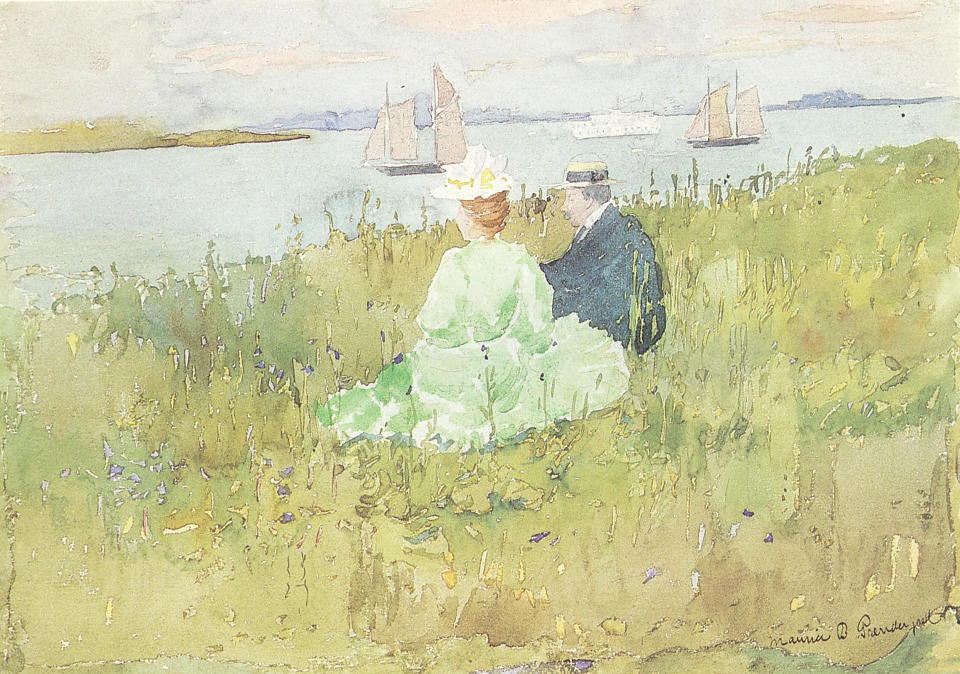
Viewing the Ships, 1896
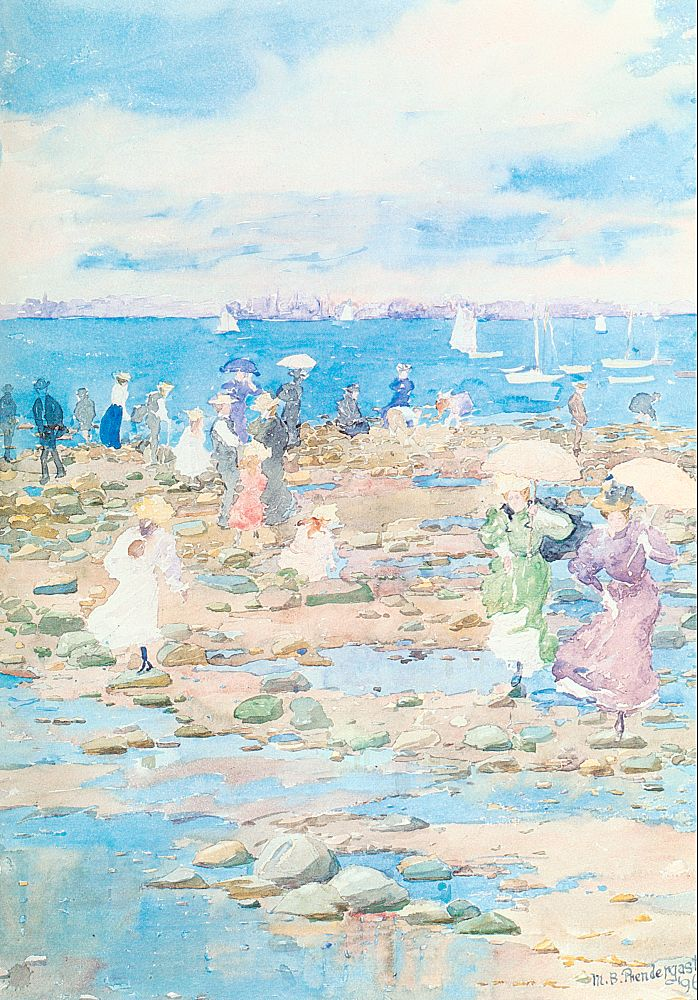
Summer Visitors, 1897
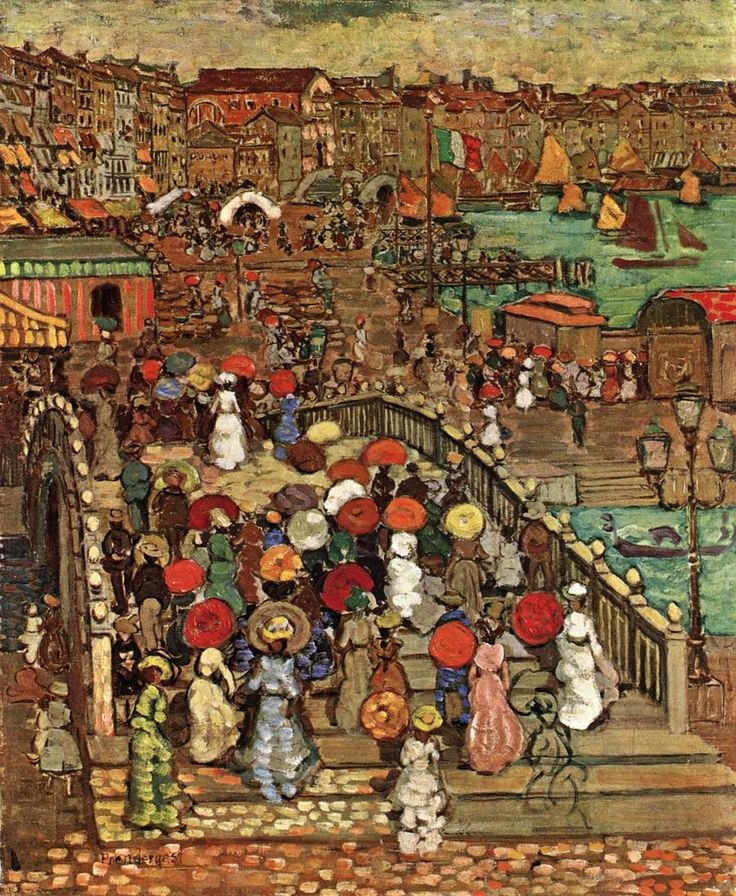
Ponte della Paglia, 1898–1899
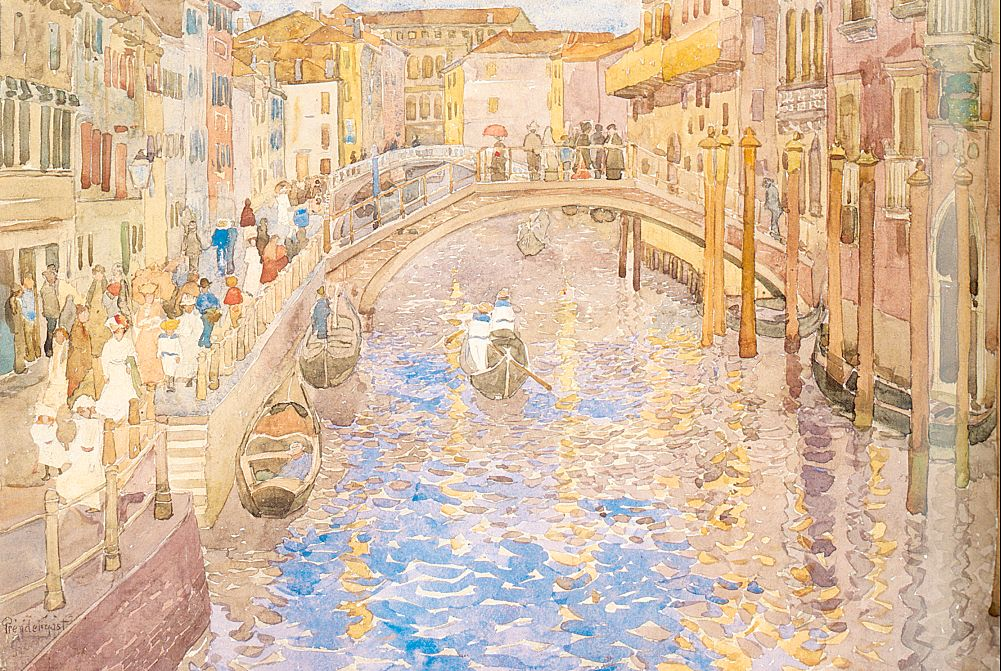
Venetian Canal Scene, 1898–1899
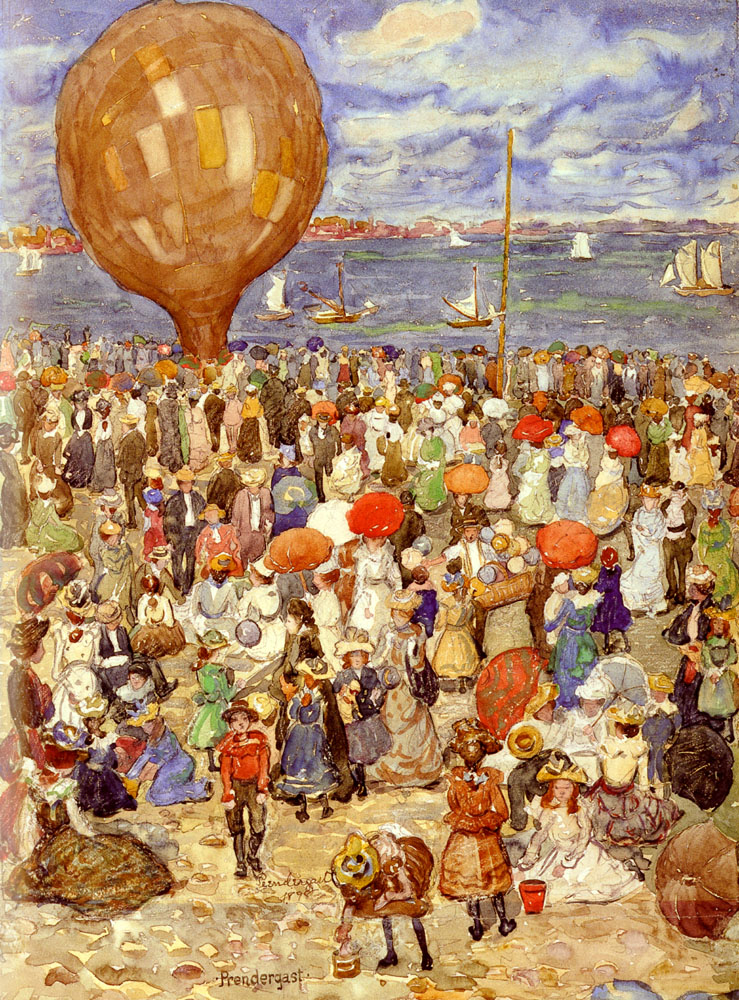
The Balloon  (1898)
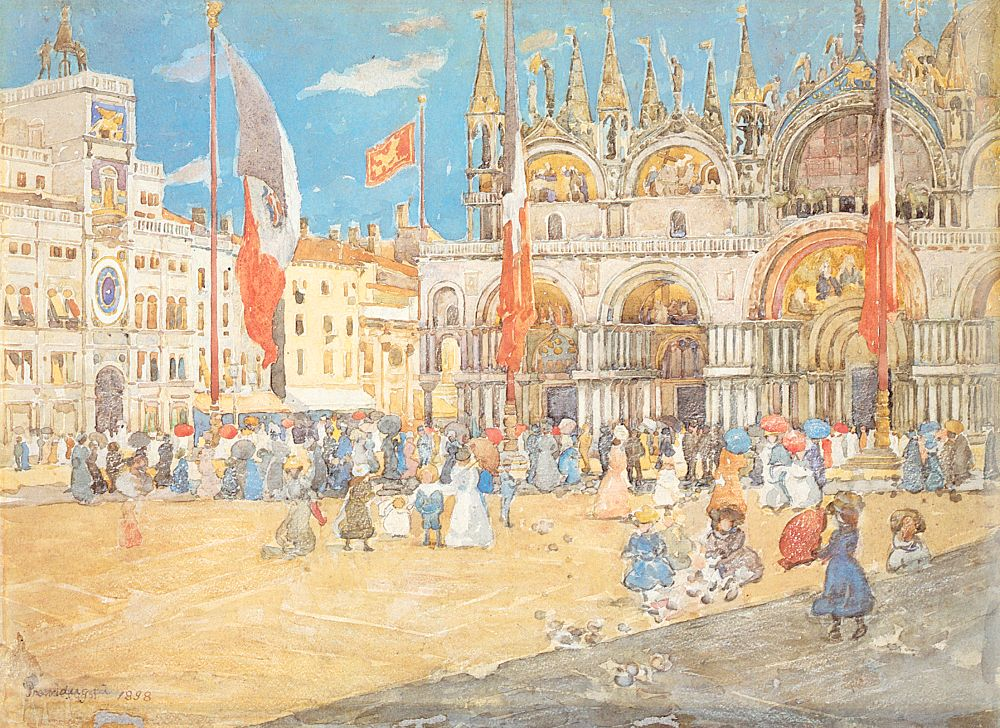
St. Mark's Venice, 1898
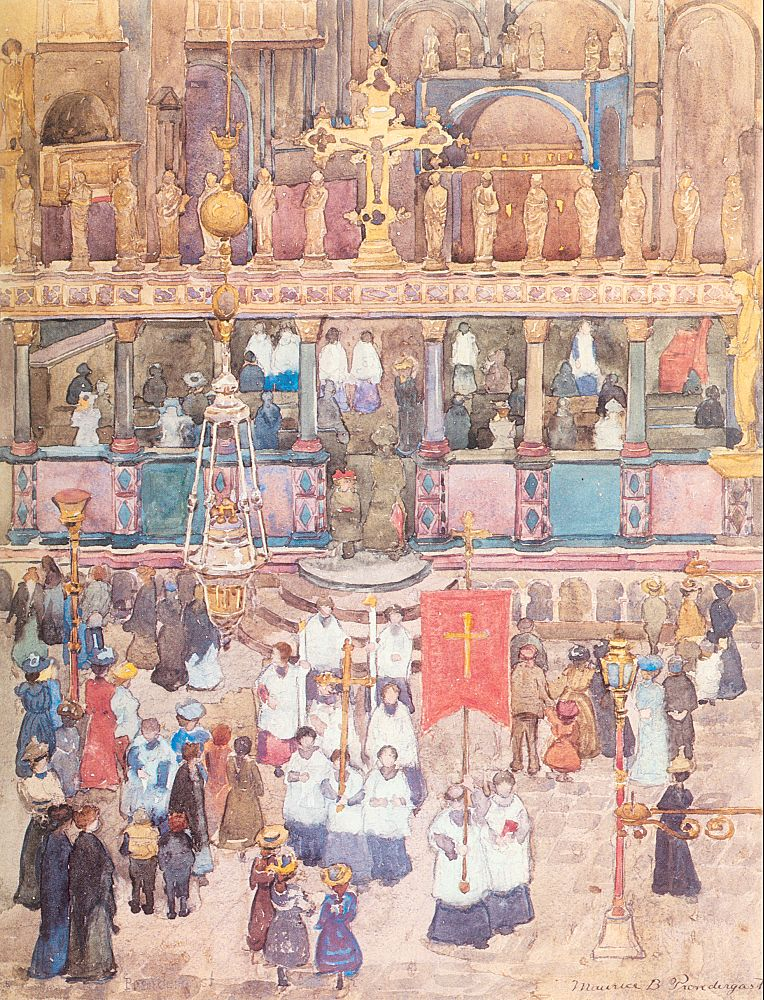
Easter Procession St. Mark's, 1898
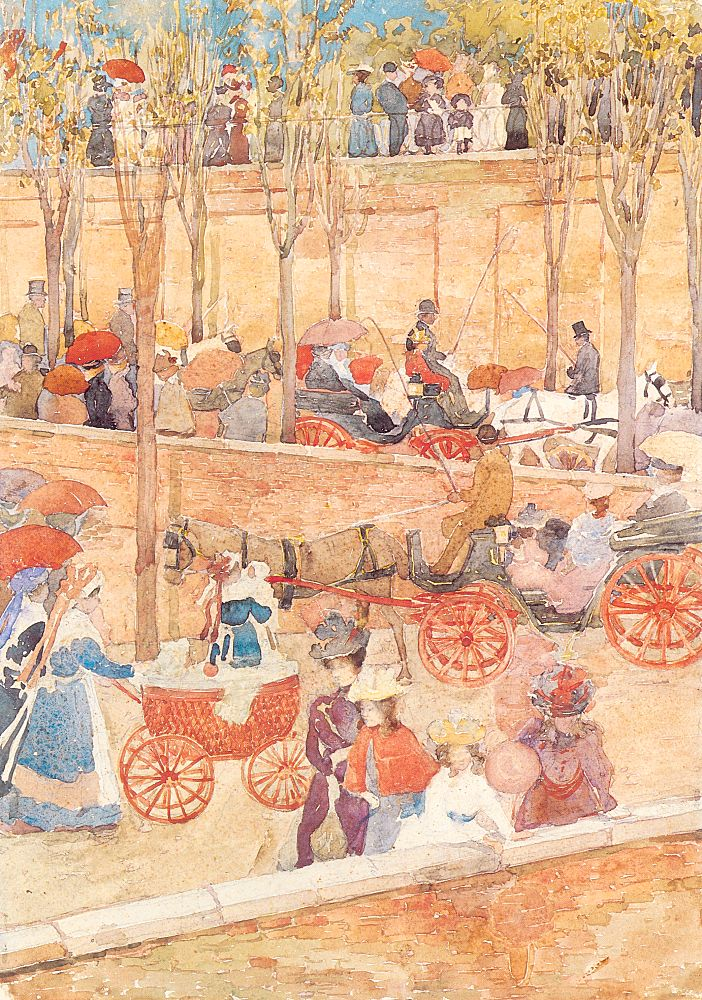
Afternoon Pincian Hill, 1898–1899
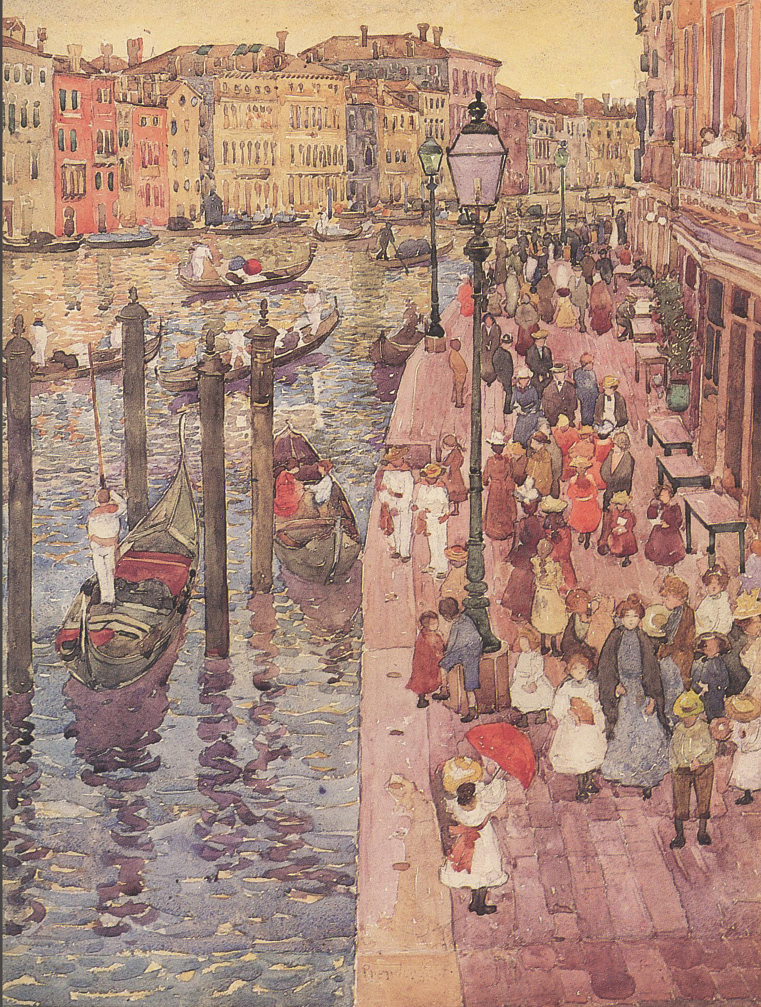
The Grand Canal, Venice, 1898–1899
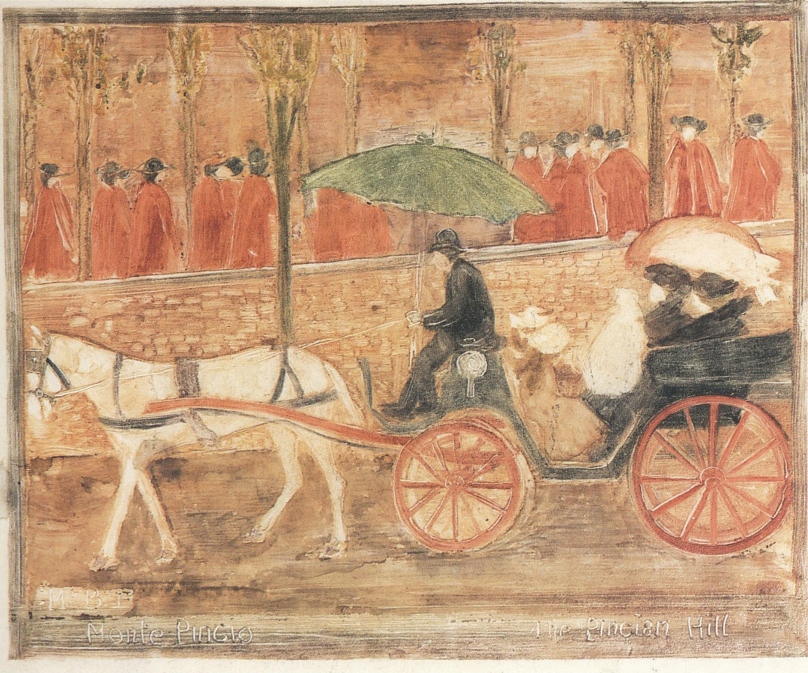
Monte Pincio, 1898–1899
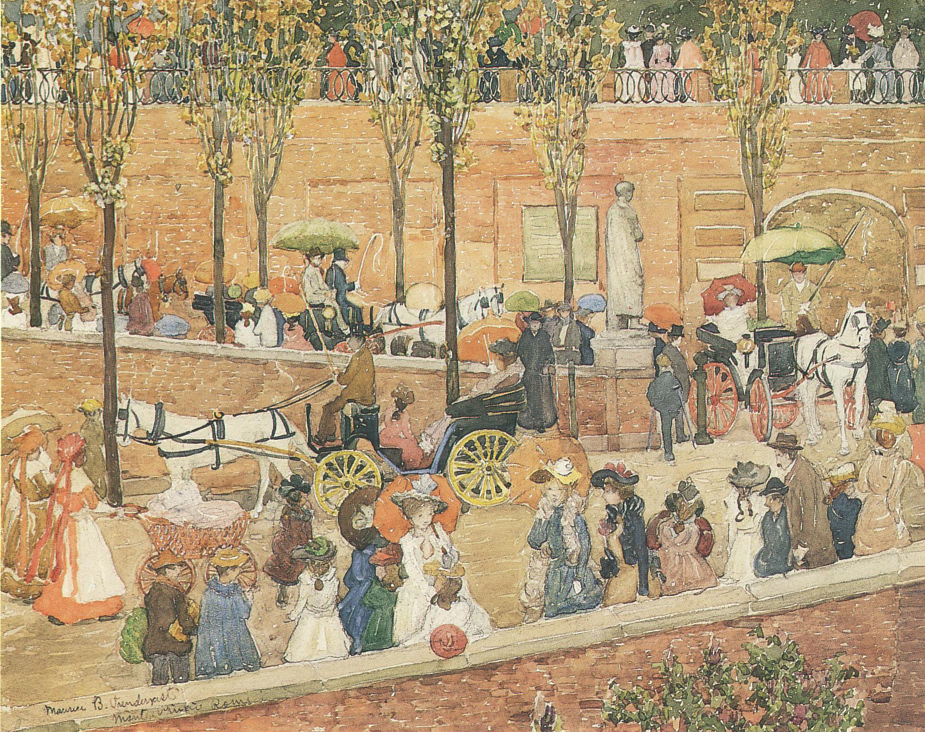
Monte Pincio Rome, 1898–1899
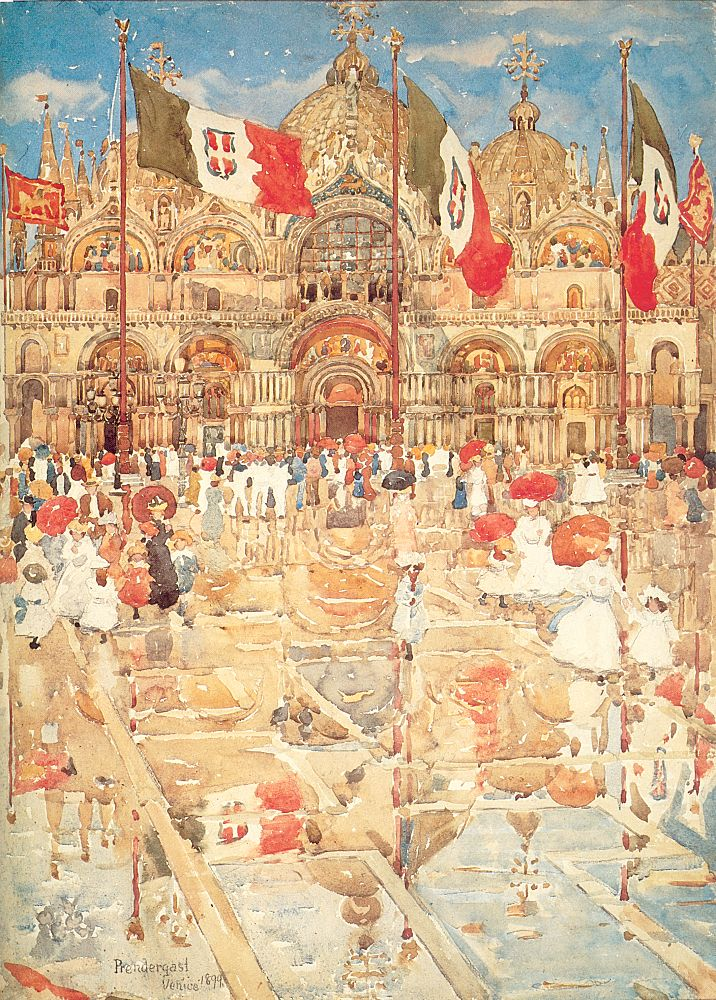
Splash of Sunshine and Rain, 1899
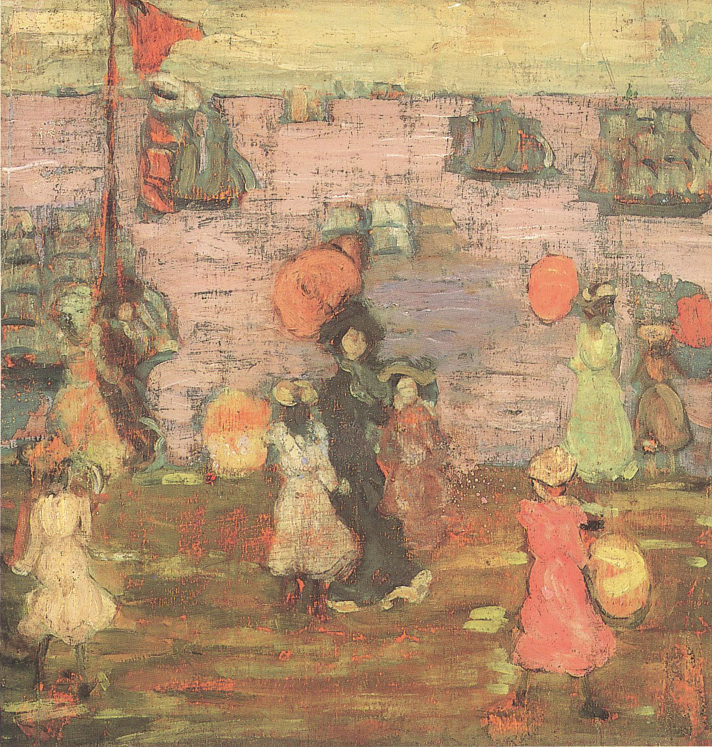
Telegraph Hill, 1900
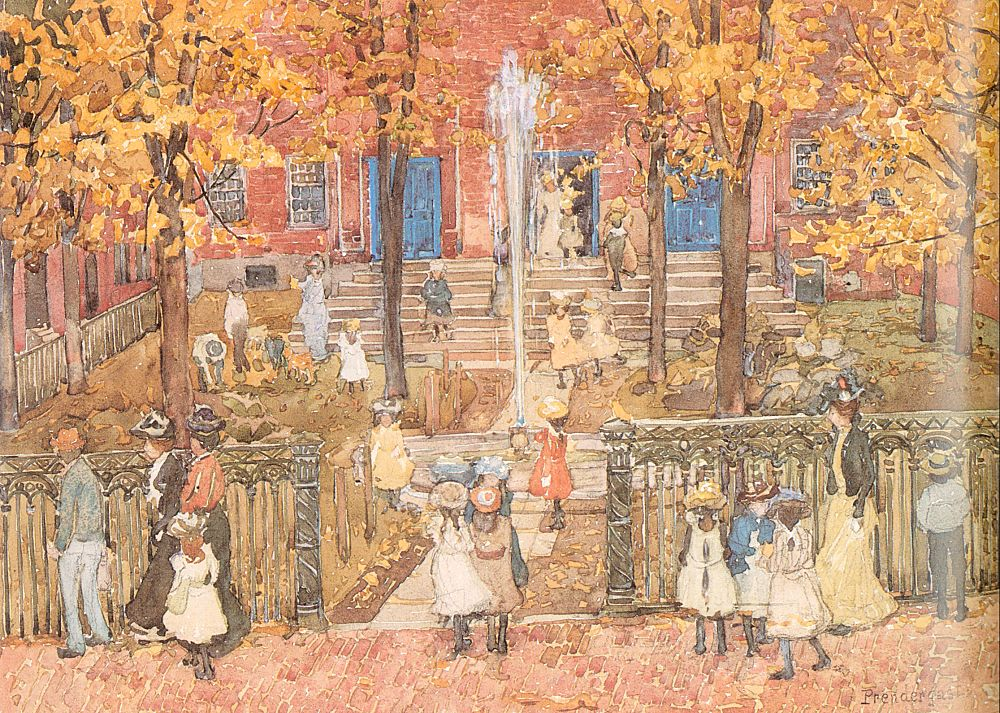
West Church Boston, 1900–1901
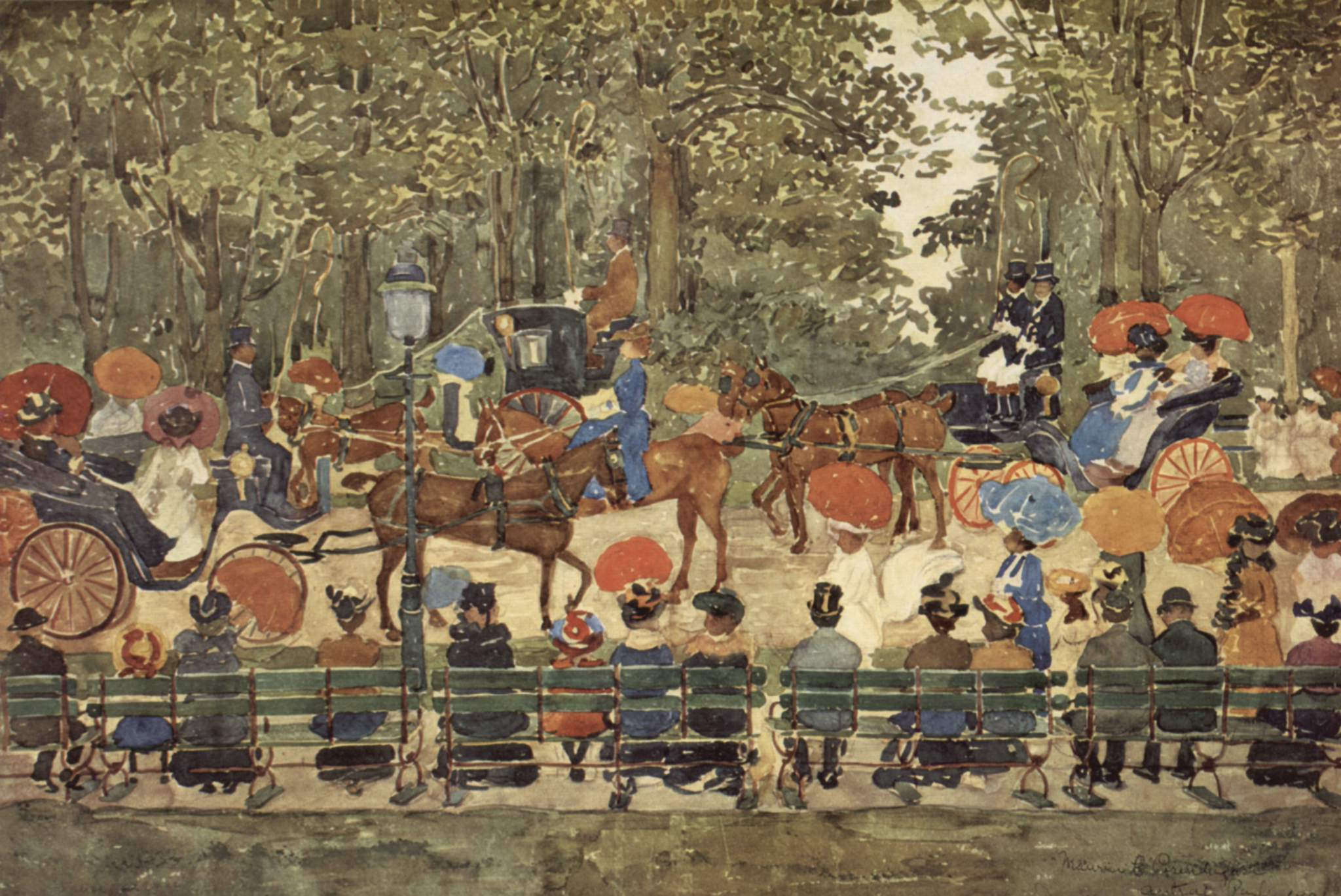
Central Park, New York, 1901
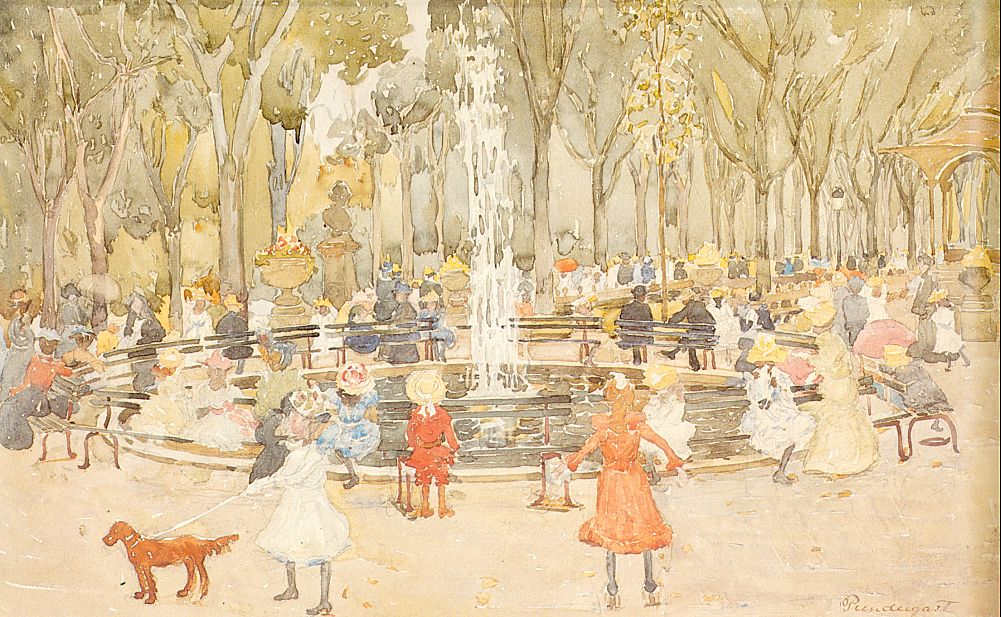
In Central Park New York, 1900–1903
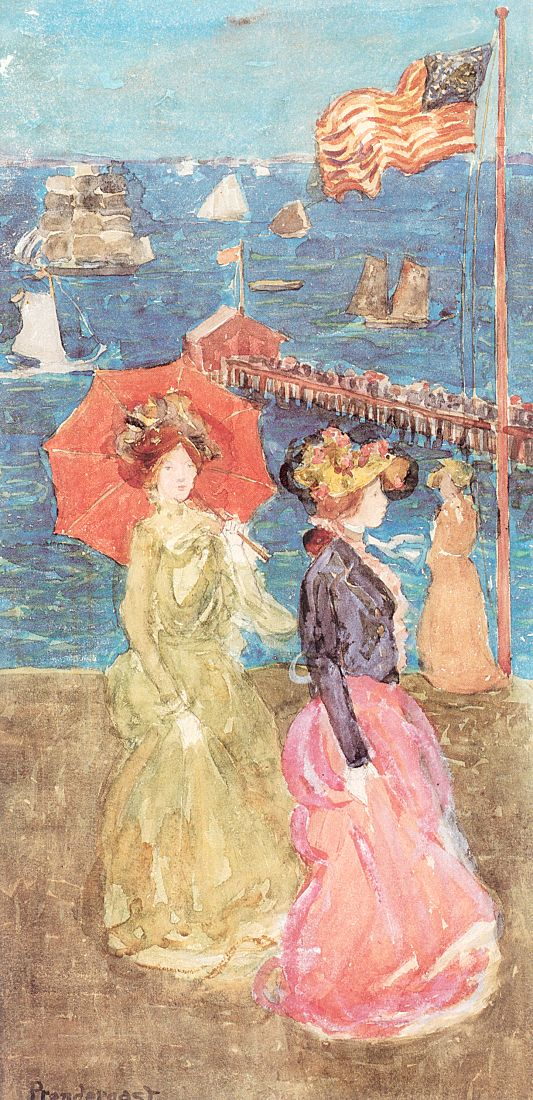
Figures Under the Flag, 1900–1905
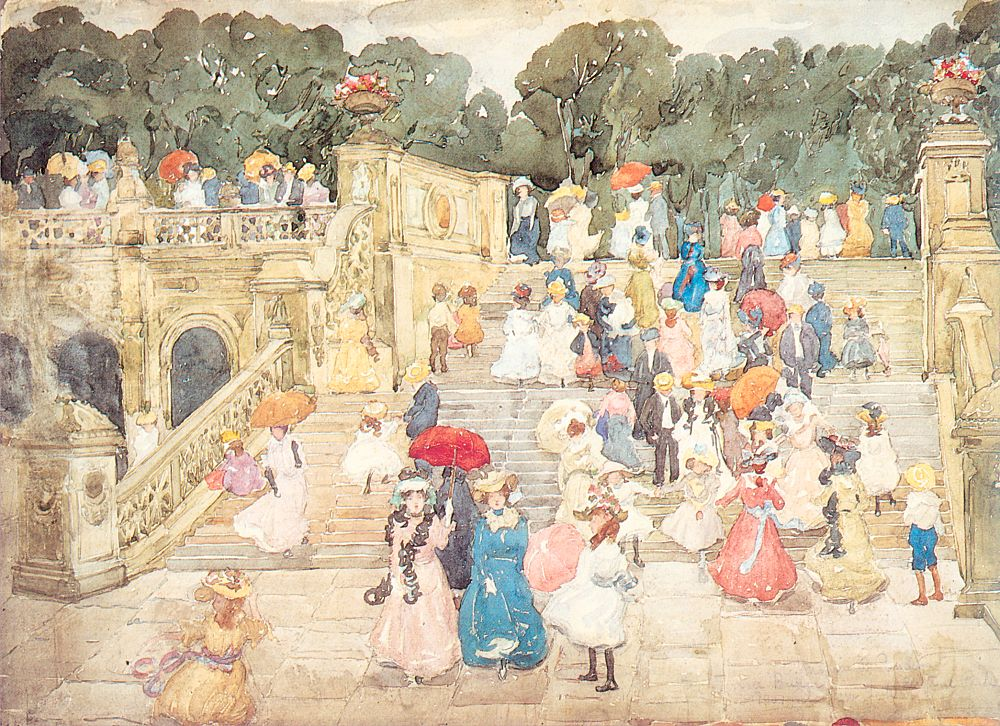
The Mall Central Park, 1901
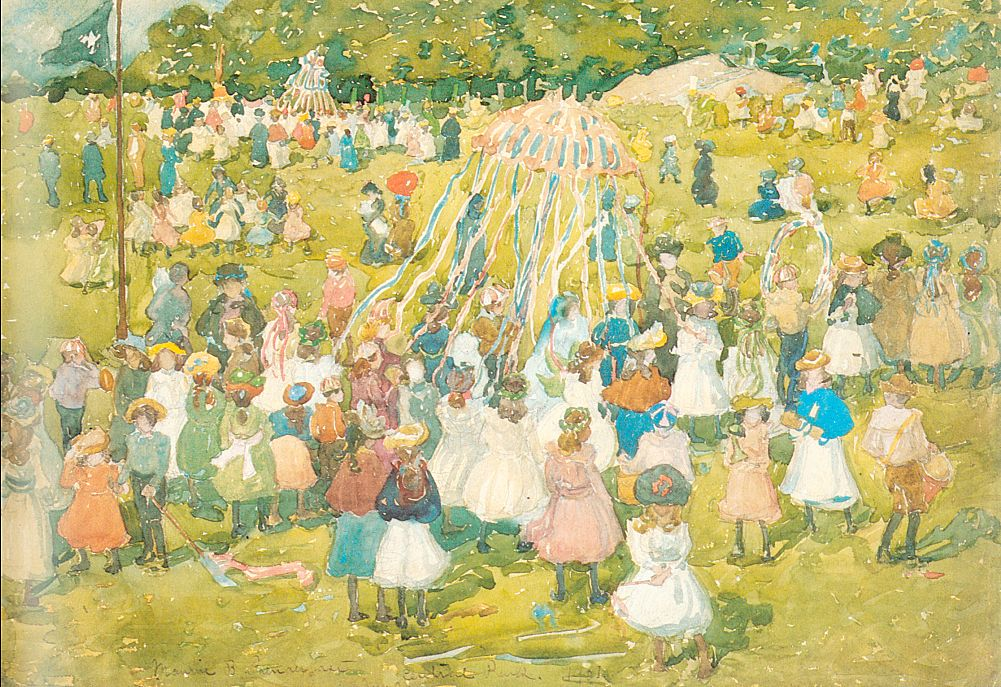
May Day Central Park, 1901
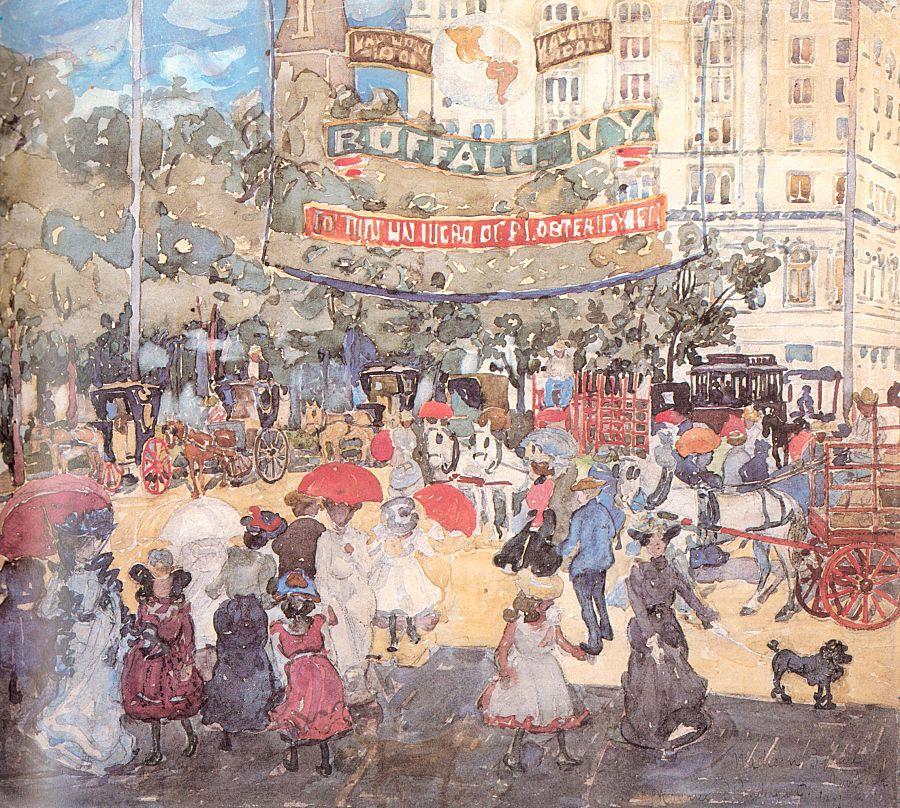
Madison Square, 1901
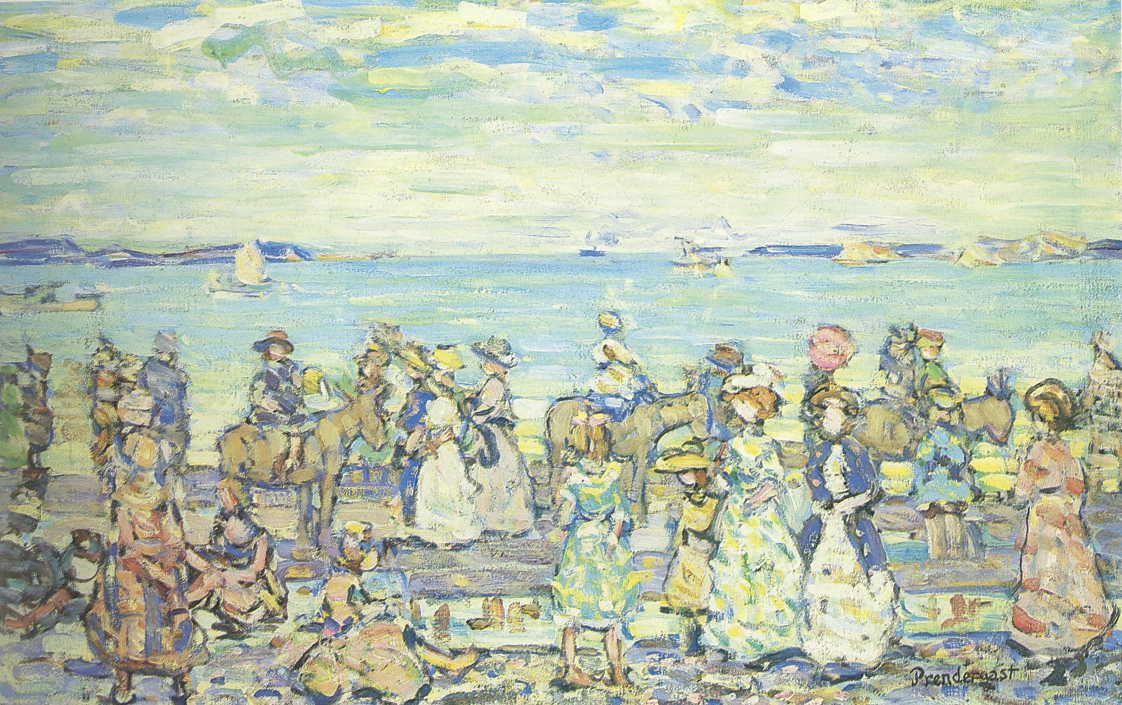
Opal Sea, 1903–1910
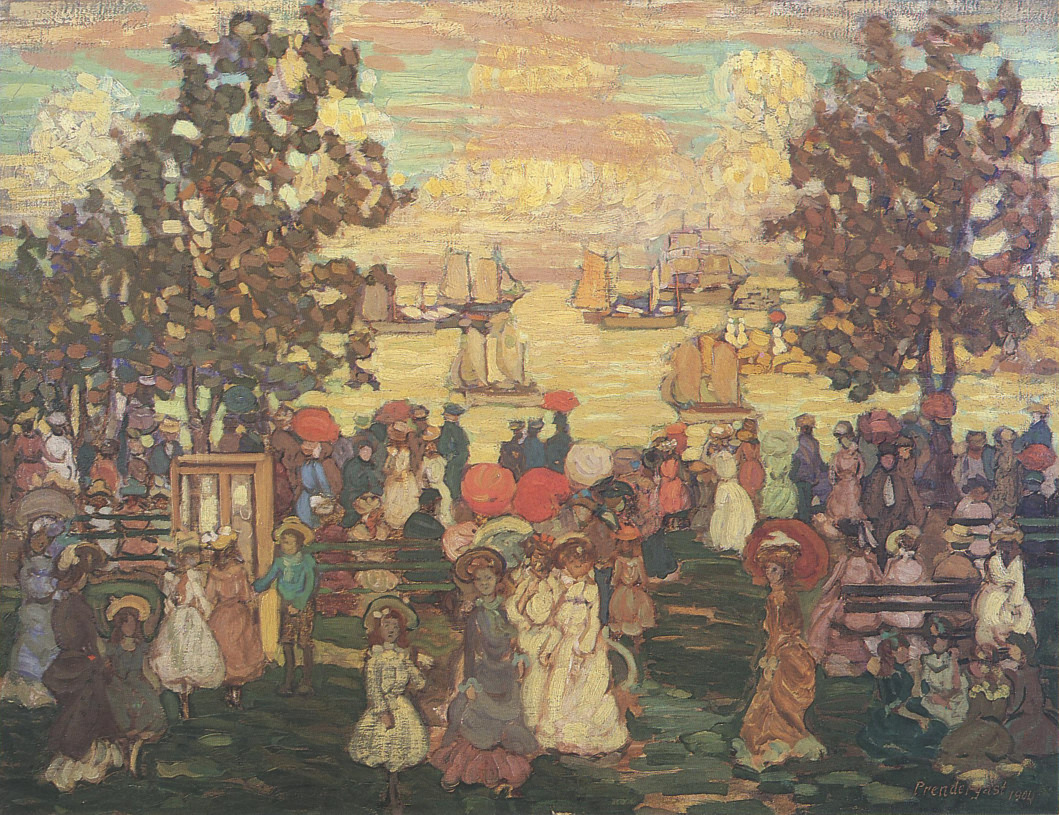
Salem Willows, 1904
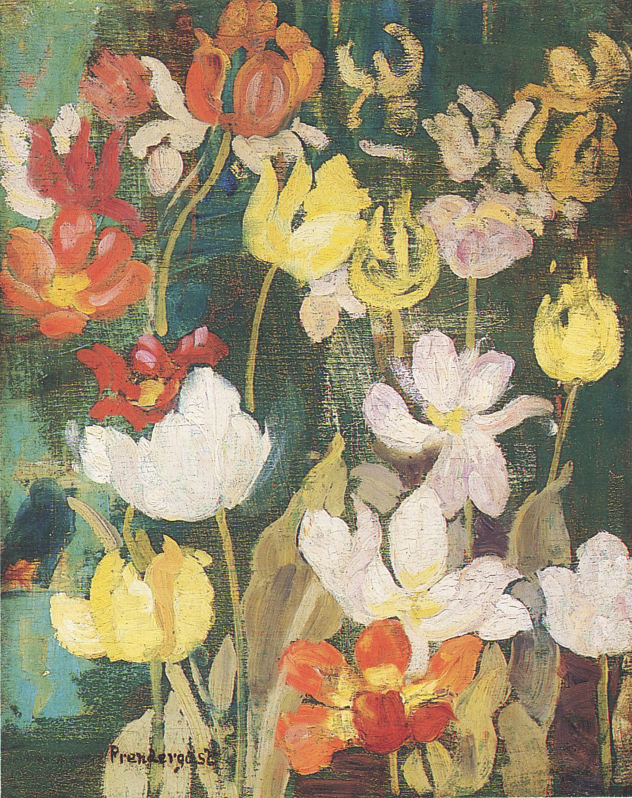
Spring Flowers, 1904
Rialtobrücke (Venedig), um 1911–1912
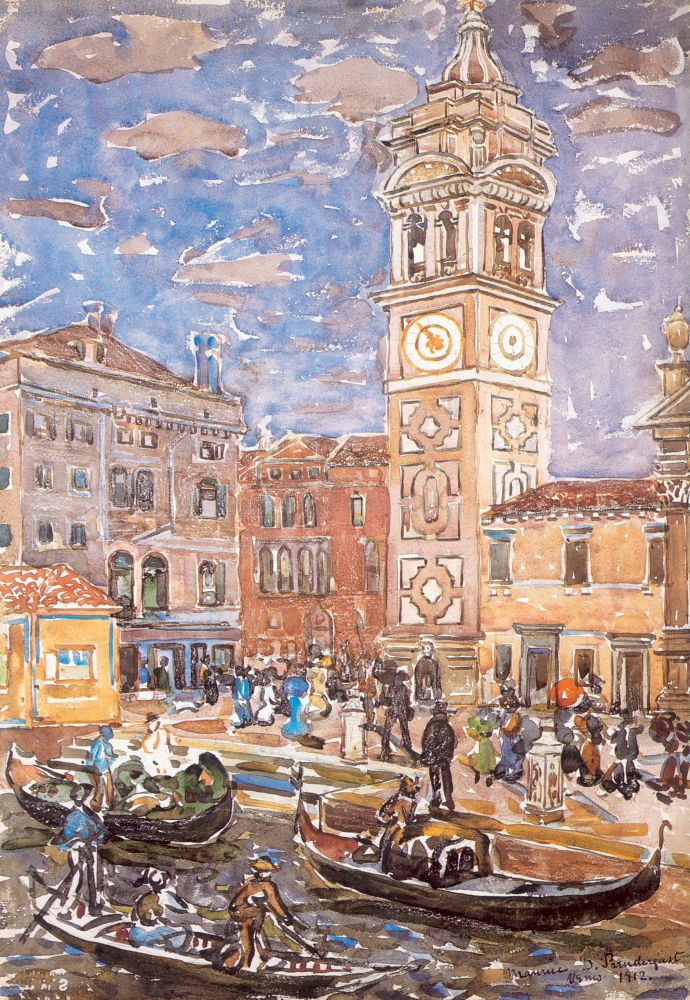
Santa Maria Formosa Venice, 1911–1912
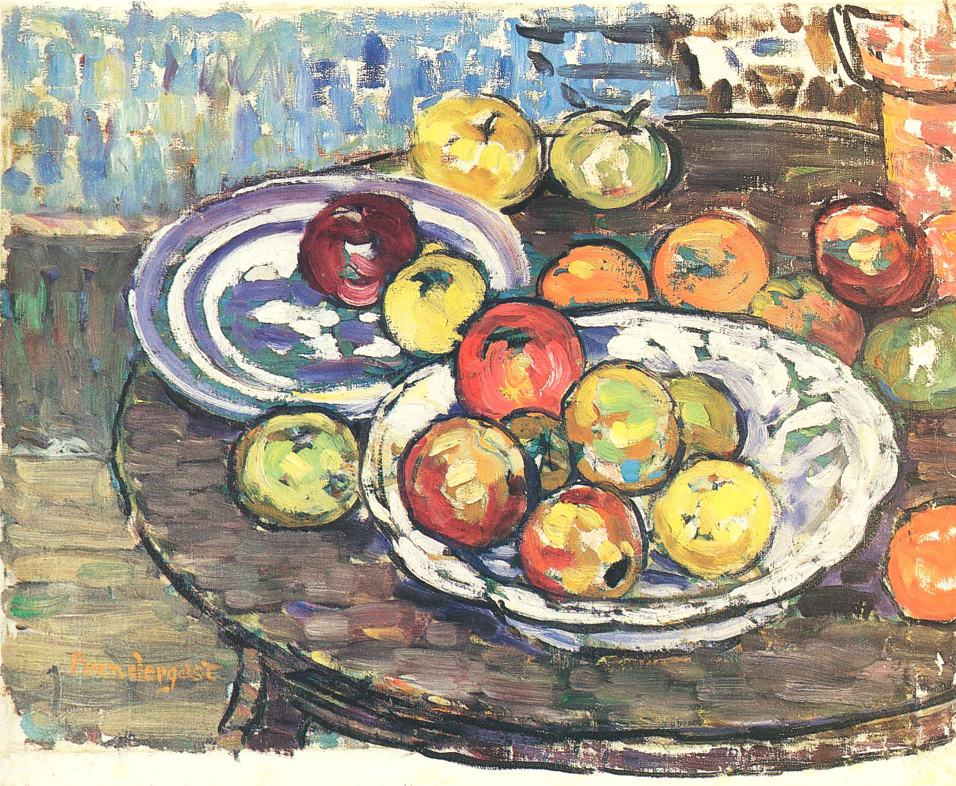
Still Life Apples Vase 1913–1915
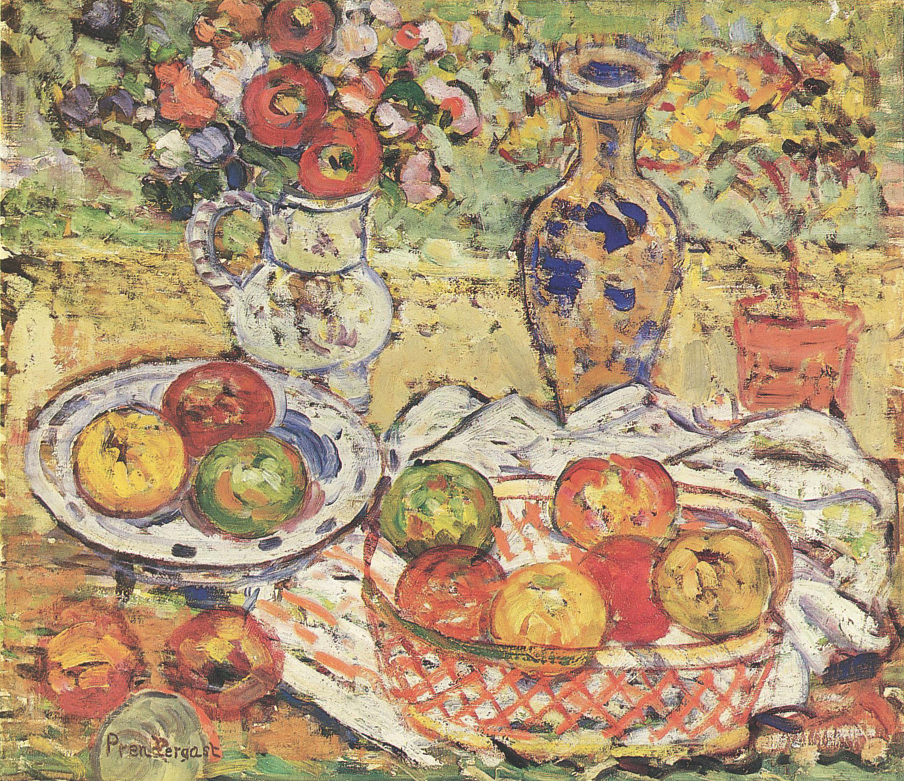
Still Life w Apples, 1913–1915
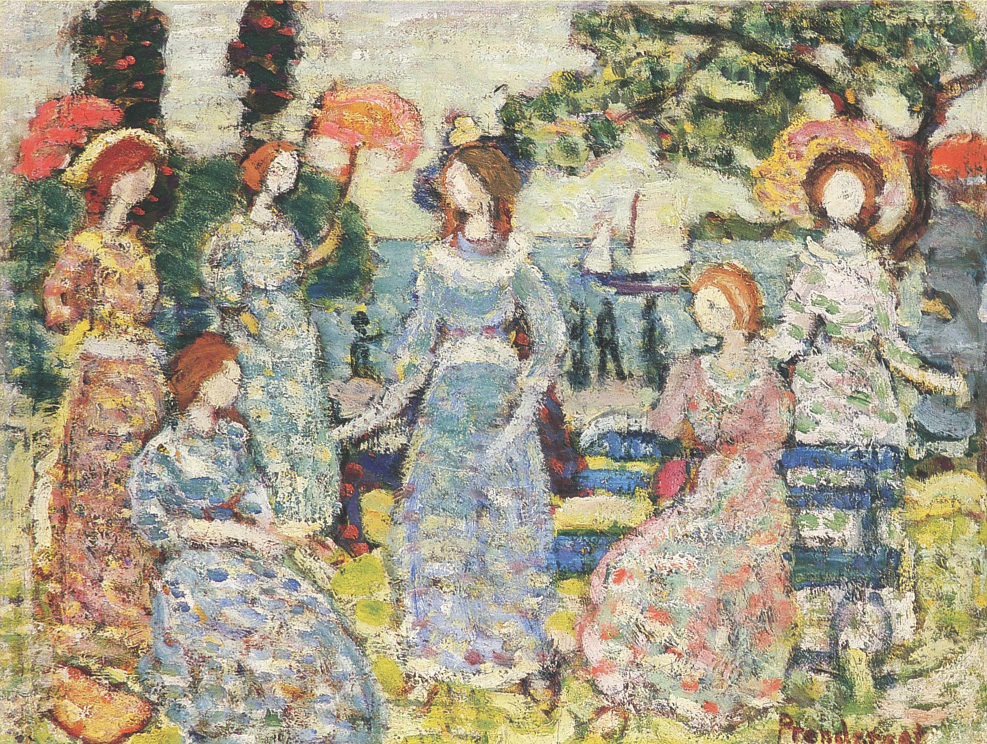
The Grove, 1915
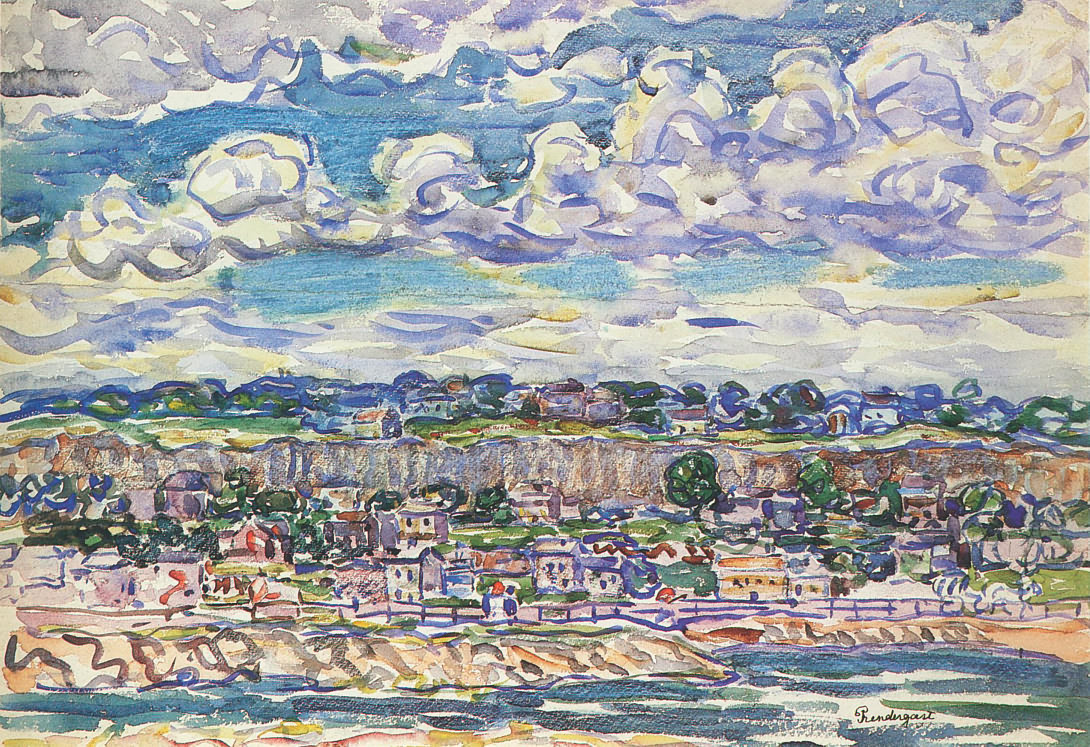
St. Malo, Datum unbek.
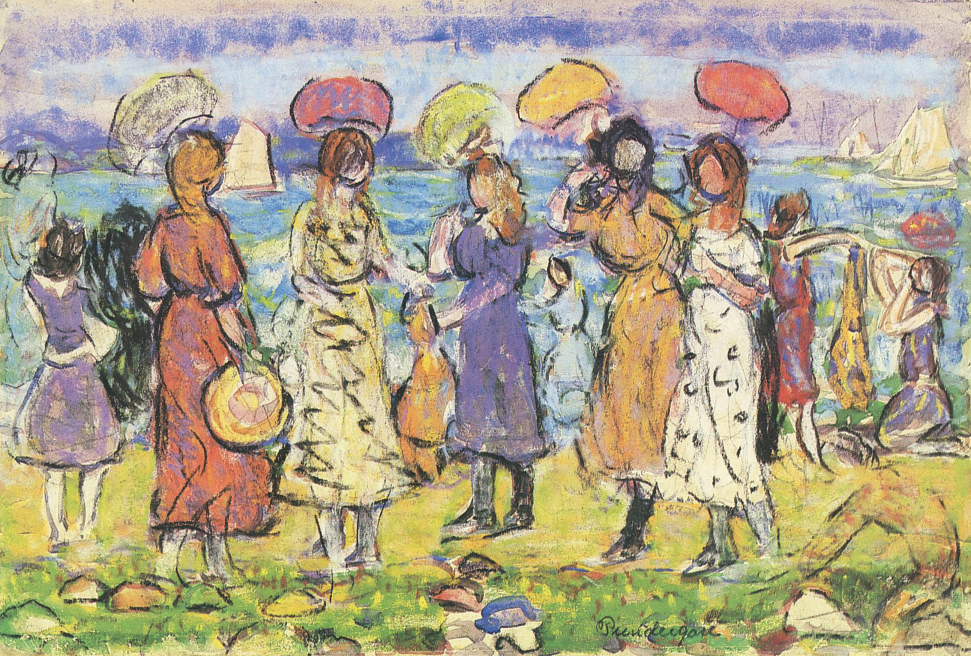
Sunny Day at the Beach, Datum unbek.